# Барбара Корун
Барбара Корун (словен. Barbara Korun, 23 травня 1963, Любляна) — словенська поетеса, есеїстка, викладачка, редакторка та громадська діячка. Одна з провідних сучасних словенських поеток, відома своєю літературною та активістською діяльністю, зокрема просуванням жіночої поезії.

## Біографія
Барбара Корун народилася 23 травня 1963 року в Любляні. Вивчала словенську мову та порівняльне літературознавство на філософському факультеті Люблянського університету, який закінчила у 1988 році. Після навчання майже два десятиліття працювала викладачкою літератури у гімназіях Любляни. Водночас працювала редакторкою та лекторкою в театрах, зокрема в Словенському національному театрі.
З 2007 року працює як вільна письменниця, присвятивши себе літературній діяльності. Вона є засновницею ініціативи "Поетки про поеток" ("Pesnice o pesnicah") — щомісячних зустрічей у Любляні, присвячених жіночій поезії. У 2020 році за цю діяльність була відзначена премією ''Mira'', яку вручає словенський PEN-центр.

## Творчість
Барбара Корун — авторка низки поетичних збірок, що вирізняються інтимною, глибокою ліричністю, роздумами про людське існування, еротику, природу та суспільство. Її перша поетична збірка "Ostrina miline" ("Гострота ніжності", 1999) отримала нагороду Словенського книжкового ярмарку за найкращий дебют. Її четверта збірка "Pridem takoj" ("Прийду за мить", 2011) здобула престижну літературну премію "Вероніка" за найкращу поетичну книжку року.
Окрім поезії, вона також пише есеї, рецензії, бере активну участь у літературних заходах та фестивалях у Словенії та за її межами. Її твори перекладені понад 20 мовами, а її поезія увійшла до численних антологій.

### Поетичні збірки
- ''Ostrina miline'' (1999)
- ''Zapiski iz podmizja'' (2003)
- ''Razpoke'' (2004)
- ''Pridem takoj'' (2011)
- ''Čečica, motnjena od ljubezni'' (2014)
- ''Vmes'' (2016)
- ''Idioritmija'' (2021)
- ''Vnazaj'' (2024)

### Переклади
- ''Chasms'', UT-Chattanooga, США (2003)
- ''Songs of Earth and Light'', Southword Editions, Ірландія (2005)
- ''Krilati šum'', Naklada Lara, Загреб (2008)
- ''Tijelo od riječi'', Naklada Tugra, Сараєво (2008)
- ''New European Poets'', Graywolf Press, США (2008)

## Відзнаки та нагороди
- Премія Словенського книжкового ярмарку за найкращий дебют (''Ostrina miline'', 1999)
- Премія ''Золота пташка'' за літературу (2010)
- Премія ''Вероніка'' за найкращу поетичну збірку року (''Pridem takoj'', 2011)
- Премія ''Leandro Polverini'' за інтимну поезію (2014)
- Премія ''Regina Coppola'' (2016)
- Премія ''Mira'' (2020)

## Громадська діяльність
Барбара Корун активно підтримує розвиток жіночої поезії в Словенії. Вона є ініціаторкою регулярних зустрічей "Pesnice o pesnicah", на яких обговорюються творчість і твори словенських поеток. Вона також бере участь у міжнародних літературних ініціативах, виступає з поетичними читаннями та працює над промоцією словенської літератури за кордоном.